# Laura Vargas Koch
Laura Vargas Koch (Berlino, 29 giugno 1990) è una judoka tedesca.

## Palmarès
- Olimpiadi

Rio de Janeiro 2016: bronzo nei 70 kg.
- Mondiali

Rio de Janeiro 2013: argento nei 70 kg.
Chelyabinsk 2014: bronzo a squadre.
- Europei

Budapest 2013: bronzo nei 70 kg e a squadre.
Montpellier 2014: argento nei 70 kg.
- Universiade

Shenzhen 2011: argento nei 70 kg.